# Intet nyt under solen
Intet nyt under solen er den første EP fra den danske rockgruppe Magtens Korridorer .

## Tracksliste
1. "Da' ble' sagt HALLO DÅ"
2. "Arbejdsløshedssangen"
3. "Picnic"
4. "Fnasksangen"
5. "Hestevisen"